# 聚散兩依依
《聚散兩依依》是瓊瑤的作品之一，於1979年12月3日午後初稿完稿，其內容是講述一對戀人總是相逢在不對的時間，雖然彼此相愛，但卻又不能完全擁有對方，賀盼雲和高寒始終聚也依依、散也依依。聚時的『依依』是「兩情依依」，散時的『依依』是「依依不捨」，聚散兩依依，依依又依依。
此作曾改編為電影，由鍾鎮濤、呂琇菱、劉藍溪、趙樹海、高凌風主演。

## 故事主要人物
- 賀盼雲：故事女主角，可慧的嬸嬸，大學讀的是音樂系，還沒畢業就嫁給文樵，但後來丈夫車禍去世了，從此便處在憂傷的氛圍裡。
- 高寒：故事男主角，藉由可慧常常進出鍾家，只為了見盼雲。也跟盼雲成為了戀人。但後來盼雲的退讓，而與鐘可慧成為一對戀人。
- 鐘可慧：賀盼雲的姪女，一直都愛著高寒，但也為了不讓賀盼雲搶走高寒，而用計使盼雲自動退讓。
- 鐘文樵：盼雲的丈夫、可慧的叔叔、文牧的弟弟，婚後沒多久就車禍去世了。
- 賀倩雲：賀盼雲的妹妹
- 鐘文牧：可慧的父親、文樵的哥哥
- 翠薇：鐘文牧的妻子、可慧的母親
- 徐大偉：愛慕可慧的同班同學
- 高望：高寒的弟弟

## 故事情節
賀盼雲新婚不久，她的先生便發生車禍離世。盼雲在寵物店內因為買狗與高寒相遇，高寒對她一見傾心。之後，高寒在舞會中認識了鍾可慧，並在鍾家再次見到盼雲，原來鍾可慧竟是盼雲的姪女。高寒不知不覺愛上盼雲，為了見盼雲，他經常到鍾家。盼雲發現可慧深愛著高寒，因此拒絕他的愛意。 然而高寒不肯罷休，於是拉扯出一段聚聚散散的情結......

## 改編作品

### 電影
《聚散兩依依》(1981年)
- 賀盼雲：呂琇菱
- 高寒：鍾鎮濤
- 鐘可慧：劉藍溪
- 鐘文樵：周紹棟
- 鐘文牧：張沖
- 翠薇：歸亞蕾
- 高望：高凌風
- 徐大偉：趙樹海
- 賀倩雲：徐小玲
- 楚鴻志：劉德凱

## 外部連結
- 開眼電影網上《聚散兩依依》的資料（繁體中文）
- 豆瓣电影上《聚散兩依依》的資料 （简体中文）
- 时光网上《聚散兩依依》的資料（简体中文）
- 香港影庫上《聚散兩依依》的資料（繁體中文）
- 互联网电影数据库（IMDb）上《聚散兩依依》的资料（英文）